# Slatina (Klatovy)
Slatina è un comune della Repubblica Ceca facente parte del distretto di Klatovy, nella regione di Plzeň.